# Pomigliano d'Arco
Pomigliano d'Arco is een Italiaanse gemeente, onderdeel van de metropolitane stad Napels, wat voor 2015 nog de provincie Napels was (regio Campanië) en telt 40.279 inwoners (31-12-2004). De oppervlakte bedraagt 11,4 km², de bevolkingsdichtheid is 3599 inwoners per km². De gemeente is de thuisbasis van een van de vijf Fiat-fabrieken in Italië. De fabriek werd gesticht als werkgelegenheidsproject voor landbouwers in de jaren zeventig en was de thuisbasis van de Alfasud.

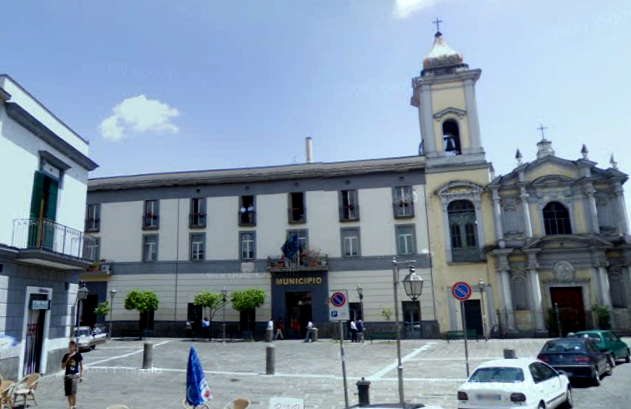
Pomigliano d'Arco
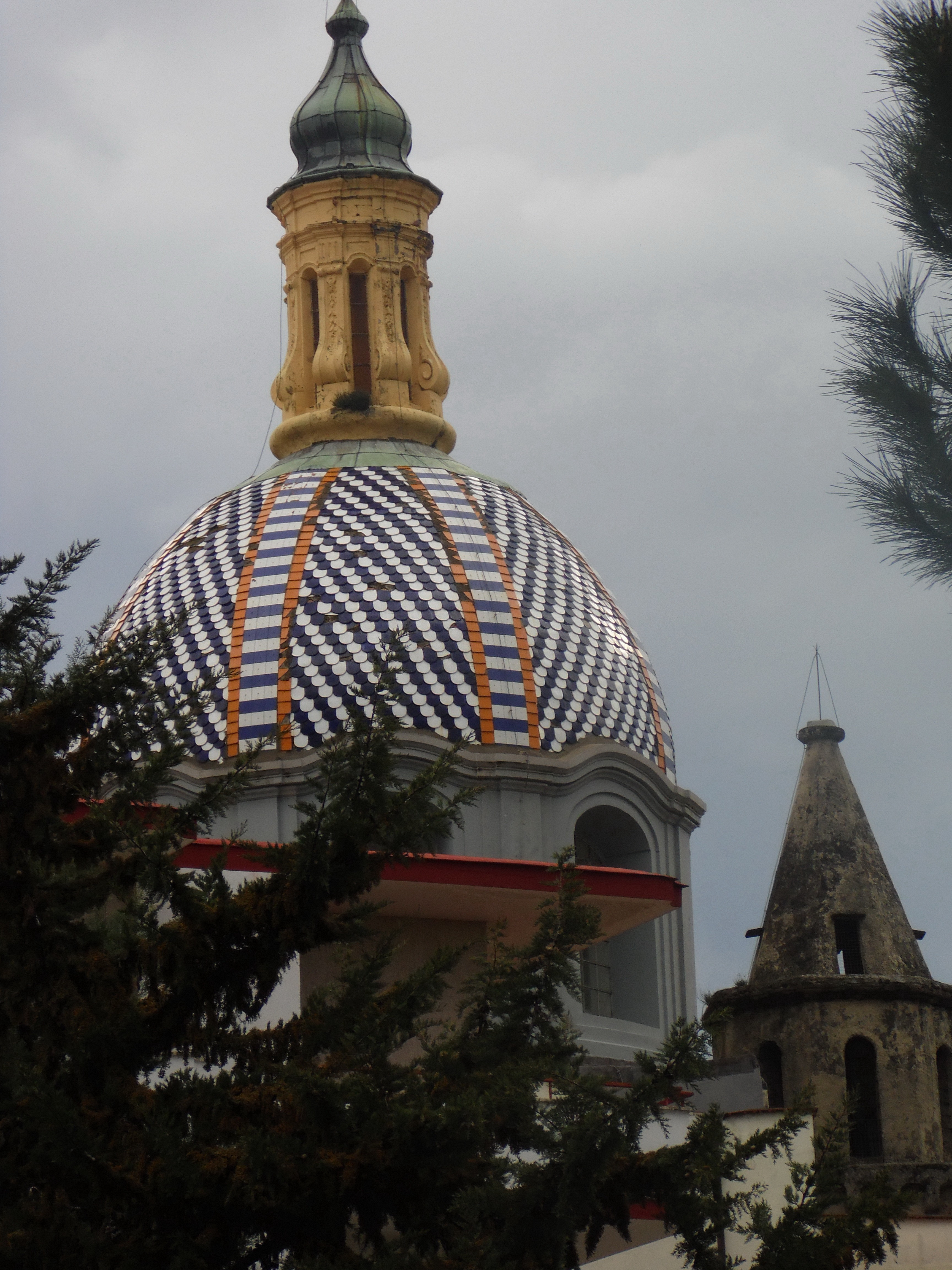
Kerk van Pomigliano d'Arco
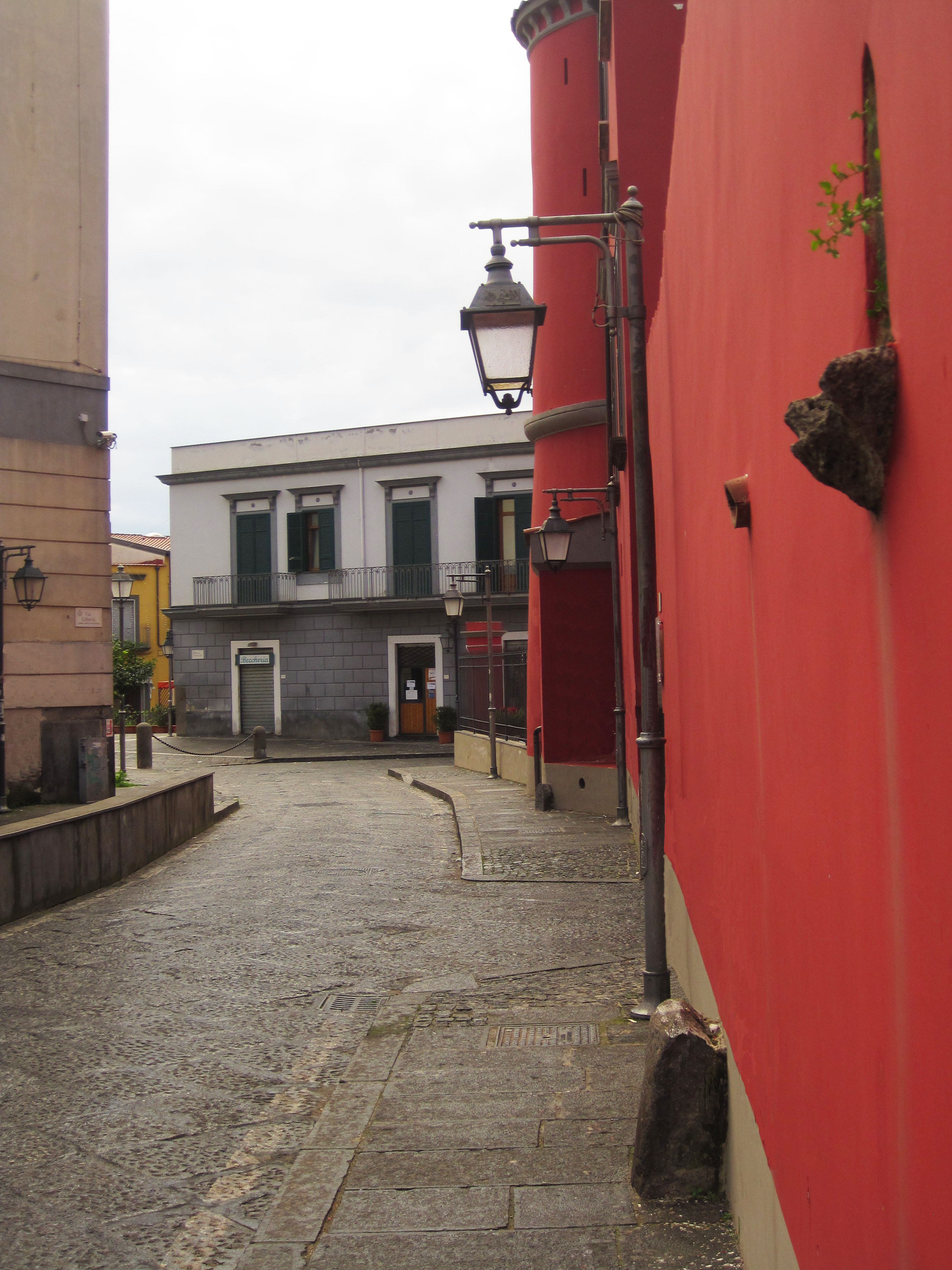
Steegje in Pomigliano d'Arco
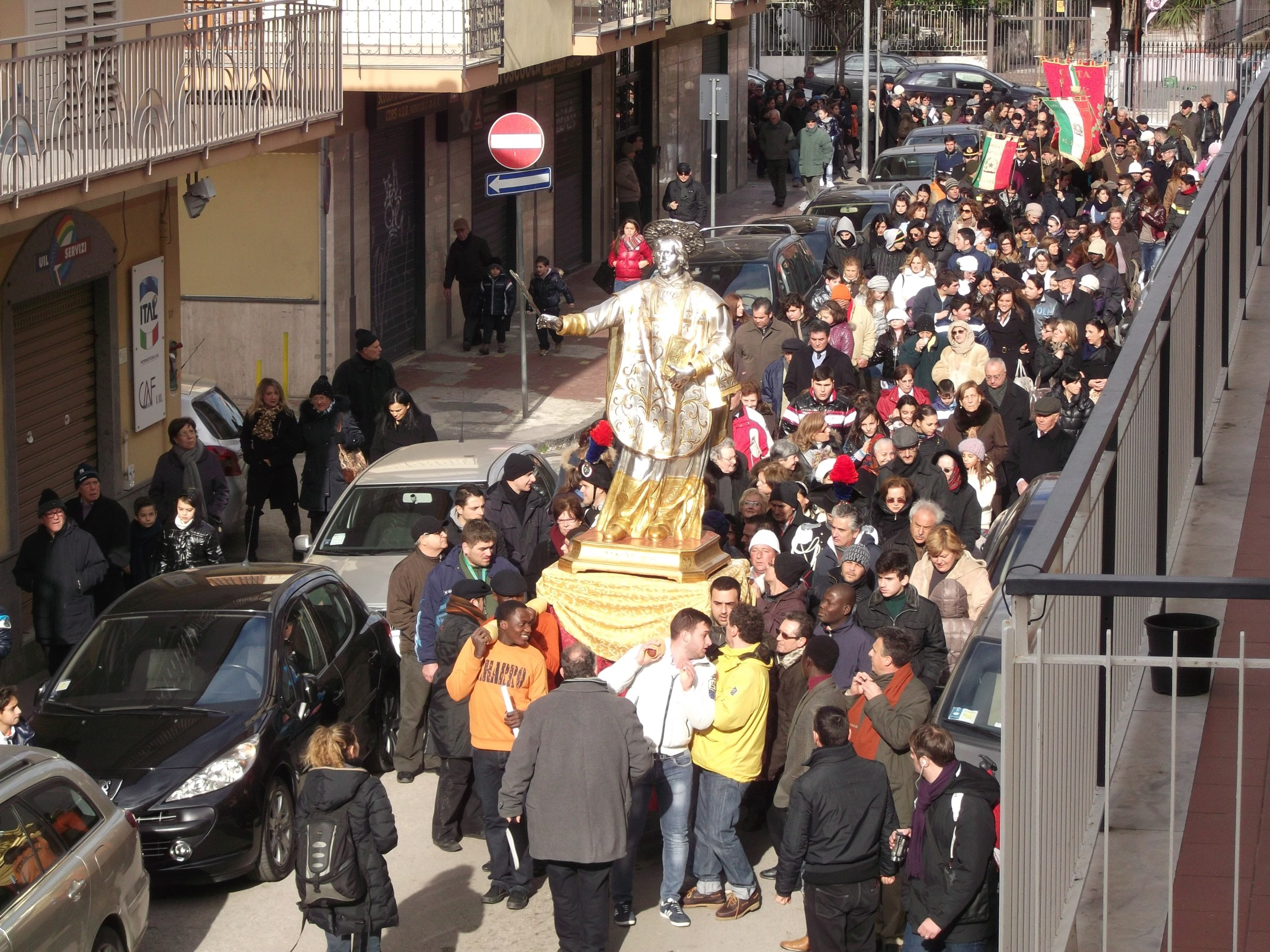
Processie van San Felice in Pomigliano d'Arco
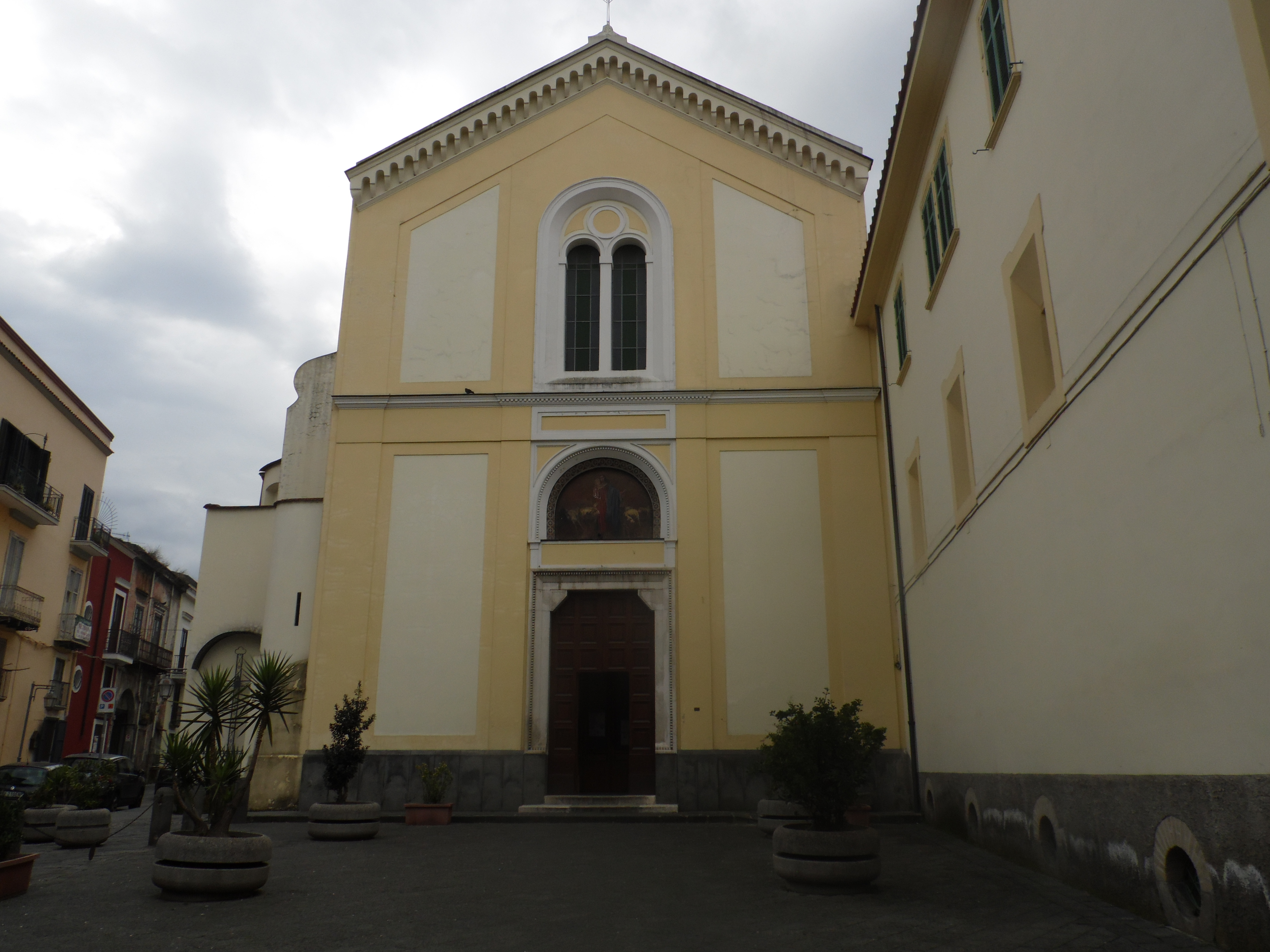
San Felice, Pomigliano d'Arco
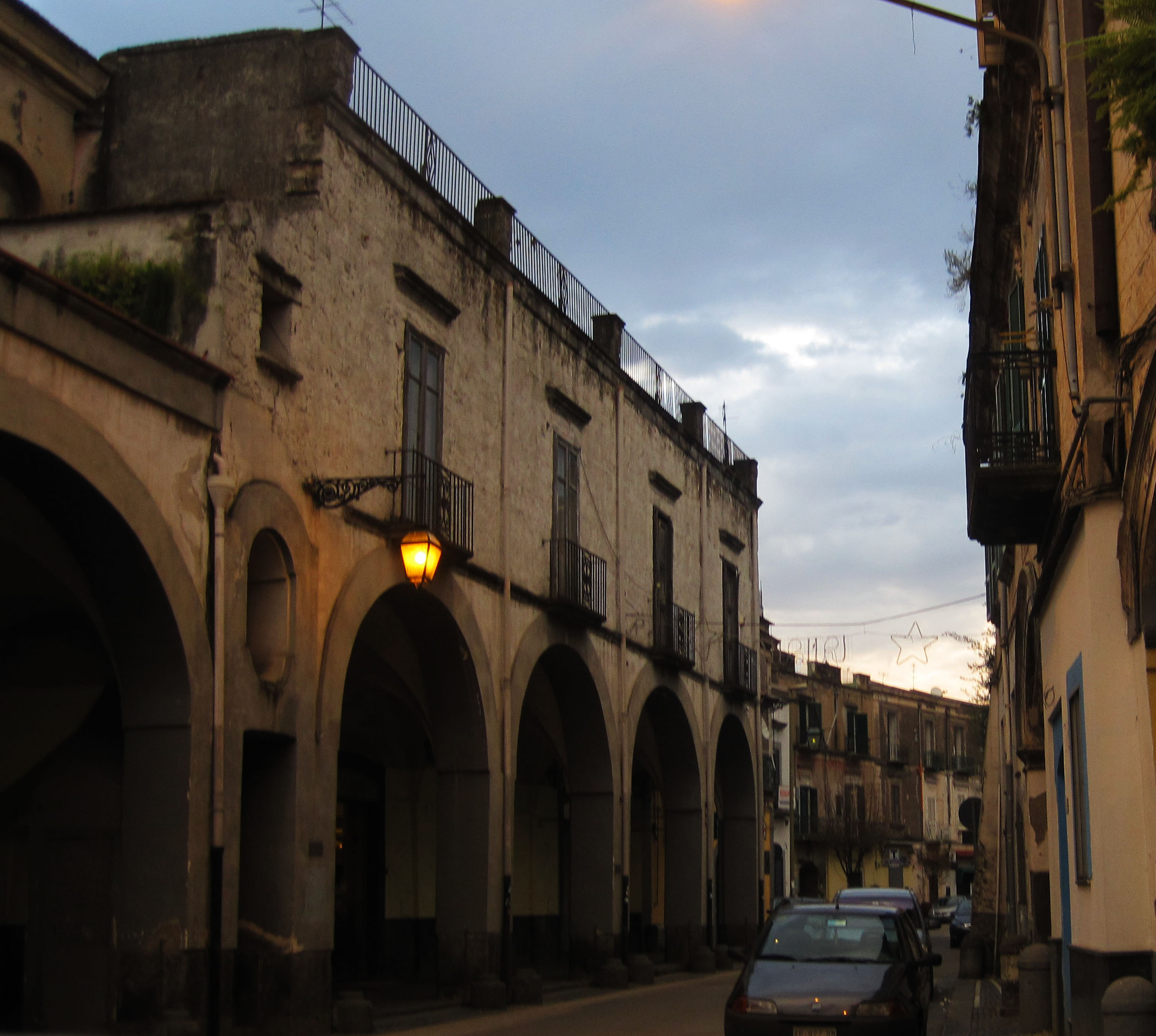
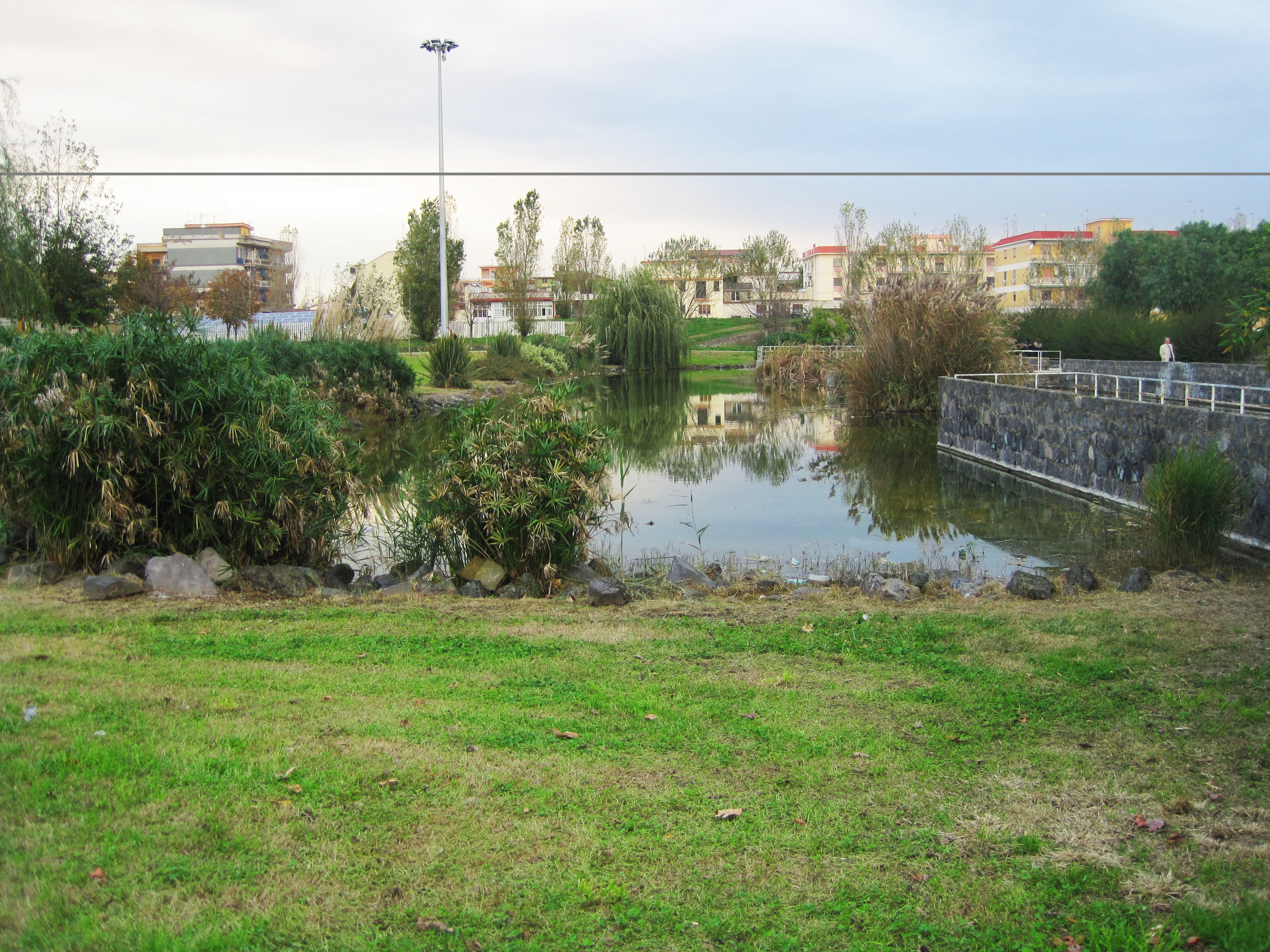
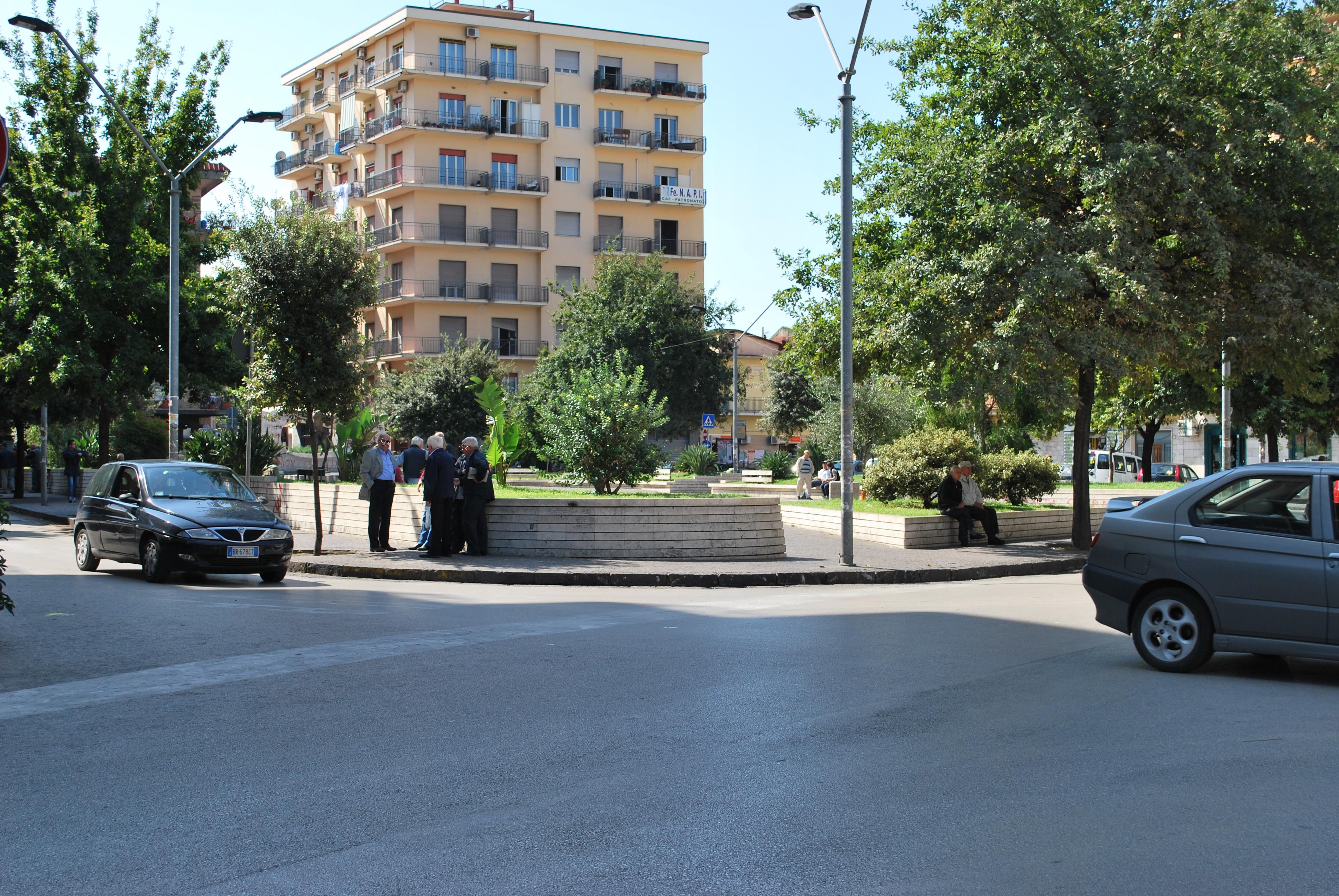

## Demografie
Pomigliano d'Arco telt ongeveer 12718 huishoudens. Het aantal inwoners daalde in de periode 1991-2001 met 6,0% volgens cijfers uit de tienjaarlijkse volkstellingen van ISTAT.
| Jaar | Inwoneraantal |
| ---- | ------------- |
| 1991 | 43.089        |
| 2001 | 40.519        |

## Geografie
De gemeente ligt op ongeveer 36 m boven zeeniveau.
Pomigliano d'Arco grenst aan de volgende gemeenten: Acerra, Casalnuovo di Napoli, Castello di Cisterna, Sant'Anastasia, Somma Vesuviana.

## Geboren
- Vincenzo Montella (18 juni 1974), voetballer